# Гурич, Дьёрдь (борец)
Дьёрдь Гурич (венг. Gurics György; 27 января 1929, Дунапентеле, Венгрия — 10 сентября 2013) — венгерский борец вольного и греко-римского стилей, бронзовый призёр Игр в Хельсинки (1952) в среднем весе.

## Карьера
Борьбой начал заниматься в подростковом возрасте в своем родном городе. В 1946 году переехал в Будапешт, а в 1950 году — в Гонвед. Тренировался под руководством тренера Лайоша Керестеша и Михая Матуры. В 1951 году стал чемпионом Венгрии и занял второе место на юношеском первенстве мира в Берлине в греко-римской борьбе. На летних Олимпийских играх в Хельсинки (1952) завоевал бронзовую медаль а вольной борьбе.
На чемпионате мира в Токио (1954) стал шестым, а на первенстве мира в Карлсруэ (1955), выступая в греко-римской борьбе, выиграл серебряную медаль, уступив лишь советскому борцу Гиви Картозии. На своих вторых Олимпийских играх в Мельбурне (1956) занял пятое место, вновь уступив Картозии.
На первенстве мира в Будапеште (1958) в греко-римской борьбе он вновь завоевал серебро, уступив советскому борцу Ростому Абашидзе. На своей третьей Олимпиаде в Риме (1960) занял лишь восьмое место в соревнованиях по вольной борьбе. Однако своего самого значительного успеха он добился через год, на чемпионате мира в японской Иокогаме (1961), выиграв титул чемпиона мира в полутяжелом весе в греко-римском стиле. Свою очередную — бронзовую медаль — он завоевал на чемпионате мира в 1963 году в шведском Хельсингборге, после которой завершил свою карьеру.